# Alberto Camino
Alberto Camino (n. Ferrol, La Coruña; 1821 - f. Madrid; 1861) fue un escritor español.
Estudió leyes en Santiago de Compostela. Ejerció en Xallas , Culleredo y Madrid. Mandó quemar muchas de sus poesías poco antes de morir. Las que se salvaron están recogidas en Poesías (1896). Camino ha sido llamado el más notable restaurador de la lengua gallega y de hecho volvió a demostrar las diversas posibilidades del gallego como lengua poética en los tiempos modernos. Destacan sus elegías llenas de sentimiento como "O desconsolo" y "Nai chorosa". También son notables sus poesías de carácter folclórico como "A foliada de San Joan", "A Beldrica" y "Repique". También se dedicó a escribir relatos cortos con fines lúdicos,como el relato que lo lanzó a los premios Joseph Andere por "A mente do ladrón".